# 柏山东岳庙
柏山东岳庙位于中国山西省临汾市蒲县城东的柏山，2001年被列为第五批全国重点文物保护单位。
柏山东岳庙始建年代不详，早在唐代即初具规模，元大德七年（1303年）因平阳地震被毁，延祐三年至五年（1316～1318年）重修。庙坐北朝南，占地2万平方米，由东岳行宫、地狱、华清池、太蔚庙五部分组成。现存建筑中只有行宫大殿为元代建筑，其它均为明清所建。大殿面阔进深均五间，重檐歇山顶。